# 페덱스 익스프레스
페덱스 익스프레스(영어: FedEx Express)는 페덱스의 항공 운송 부문 계열사로, 항공기 수와 화물 수송량에 있어 세계 최대의 항공사로 본사는 테네시주 멤피스에 있다.

## 역사
1971년 프레드릭 W. 스미스(영어: Frederick W. Smith)가 테네시주 멤피스에 세운 특급배송 업체 페더럴 익스프레스(영어: Federal Express)를 설립해 미국 주요 도시에 소화물을 운송하기 시작했다. 이후 24시간 안에 배송하는 익일배달 서비스와 화물 위치를 확인할 수 있는 화물 추적 시스템을 도입해 명성을 얻어갔다. 창업한 지 10년도 안 돼 회사 매출액이 10억 달러를 넘었고 이후 매출액이 100억 달러에 달하는 거대 기업으로 성장했다. 1988년에 미국의 화물 항공사인 플라잉 타이거 라인을 인수했지만 1989년에 합병되어 규모를 늘리게 되었다. 1997년 항공 운송 부문의 자회사 페더럴 익스프레스등 여러 자회사를 통괄하는 지주 회사가 되었다. 1998년 페더럴 익스프레스가 캘리버 시스템(영어: Caliber System Inc.)을 인수해 FDX(영어: FDX Corporation)가 세워졌고 물류 기반시설이 확충되었다. 2000년 1월 회사 이름이 현재의 사명으로 변경했고 같은 해 친환경 운송트럭을 공동 개발하며 친환경 기업의 입지를 굳혀오고 있다. 2004년 복사업체 킨코스 사를 인수해 페덱스 킨코스를 세웠고 2008년 6월 페덱스 오피스로 이름을 바꾸었다. 2009년 현재 보유 민항기 수 기준으로 세계 2위, 화물수송량 기준으로 세계 1위 업체로 680여 대의 항공기를 보유하고 있으며 전 세계 375개 지역으로 소포와 화물을 배송하며 매출액이 350억 달러를 넘고 종업원 수가 28만 명 이상 넘는다. 2010년 포춘지 선정 세계에서 가장 존경받는 20대 기업에 10년 연속으로 포함되었고 같은 해에 미국의 버락 오바마 대통령은 페덱스의 창립자인 프레드릭 스미스를 존경하는 기업인 가운데 한 명으로 꼽았다.

## 보유 기종

### 현재 사용하는 기종
- 2023년 현재 페덱스 익스프레스는 다음과 같은 기종을 보유하고 있으며 평균 기령은 23.7년으로 ATR과 세스나 기종은 페덱스 피더에서 운영하고 있다.[1][2]

한편 페덱스 익스프레스는 거래의 일환으로 다른 기종보다 더 좋은 옵션인 에어버스 A380-800F 화물기를 10대 주문해 아시아 노선을 운항할 계획을 세웠다. 하지만 계속되는 지연으로 2007년 3월 에어버스 A380-800F 화물기 주문을 취소했다. 대신에 이와는 별도로 보잉 777F를 주문했다.

## 페덱스 피더
페덱스 피더는 페덱스 익스프레스의 프로펠러기가 소속된 브랜드이다. 이들 프로펠러기는 화물을 대형기가 있는 공항까지 나르는 역할을 수행한다.
미국과 캐나다에서 페덱스 익스프레스는 항공기 대여 계약을 통해 페덱스 피더를 운영하는데, 이 계약 대상자들은 페덱스의 화물 수송을 위한 항공편만 운영한다. 이렇게 운영되는 프로펠러기에는 모두 페덱스 피더가 도색되어 있다. 다만 계약 대상자들은 지역 항공사와 같이 고유의 항공편 번호와 콜사인을 가지고 있다.
미국을 제외한 곳에서는 해당 계약 대상자들이 자신들의 항공기를 조달하기도 하며, 페덱스 피더 도색을 하지 않는 경우도 있다. 또한 페덱스와의 협의에 따라 계약 대상자들은 페덱스의 화물과 함께 다른 업체의 화물을 수송하기도 한다.
계약 항공사 목록
- ASL 항공 아일랜드 (최대 계약자, 유럽 파트너)
- 바론 에어 서비스
- 컴플레트 항공
- CSA 항공
- 엠페러 항공
- 멀린 항공
- 모닝스타 항공 익스프레스
- 마운틴 에어 카고
- 솔리나 에어
- 웨스트 에어
- 위긴즈 항공

## 사건 및 사고
- 1994년 4월 7일 페덱스 익스프레스 705편이 멤피스 국제공항을 이륙한 직후 비번인 항공기관사 오번 캘러웨이의 공격을 받고 조종사들은 심한 부상을 입었다. 기장의 대처로 멤피스 국제공항으로 회항하였고 착륙직후 오번 캘러웨이는 체포되었다.
- 1996년 9월 5일 페덱스 익스프레스 1406편이 보스턴 로건 국제공항을 이륙한 직후 화물칸 내부의 원인불명의 화재가 발생하였고 승무원들이 뉴욕주에 위치한 스튜어트 국제공항으로 긴급 착륙을 하였다. 승무원들의 탈출 후 항공기는 화재로 소실되었다.
- 1997년 7월 31일 페덱스 익스프레스 14편이 뉴어크 리버티 국제공항에 착륙 도중 착륙 균형이 무너지며 기체가 전복되었다. 하지만 기적적으로 2명의 승무원들은 생존하였고 이를 계기로 맥도넬더글러스 MD-11기 운항 훈련을 강화하라는 지시가 내려왔다.
- 2003년 12월 18일 페덱스 익스프레스 647편이 멤피스 국제공항에 착륙직후 오른쪽 랜딩기어 손상과 화재가 발생하여 7명중 2명이 다쳤다.[13]
- 2009년 3월 23일 페덱스 익스프레스 80편이 도쿄 나리타 국제공항에 불시착하다 화재가 발생하여, 기장과 부기장 2명이 사망했다. 이는 나리타 국제공항에서 일어난 최초의 인명사고로 알려져 있다.[14]

## 사진

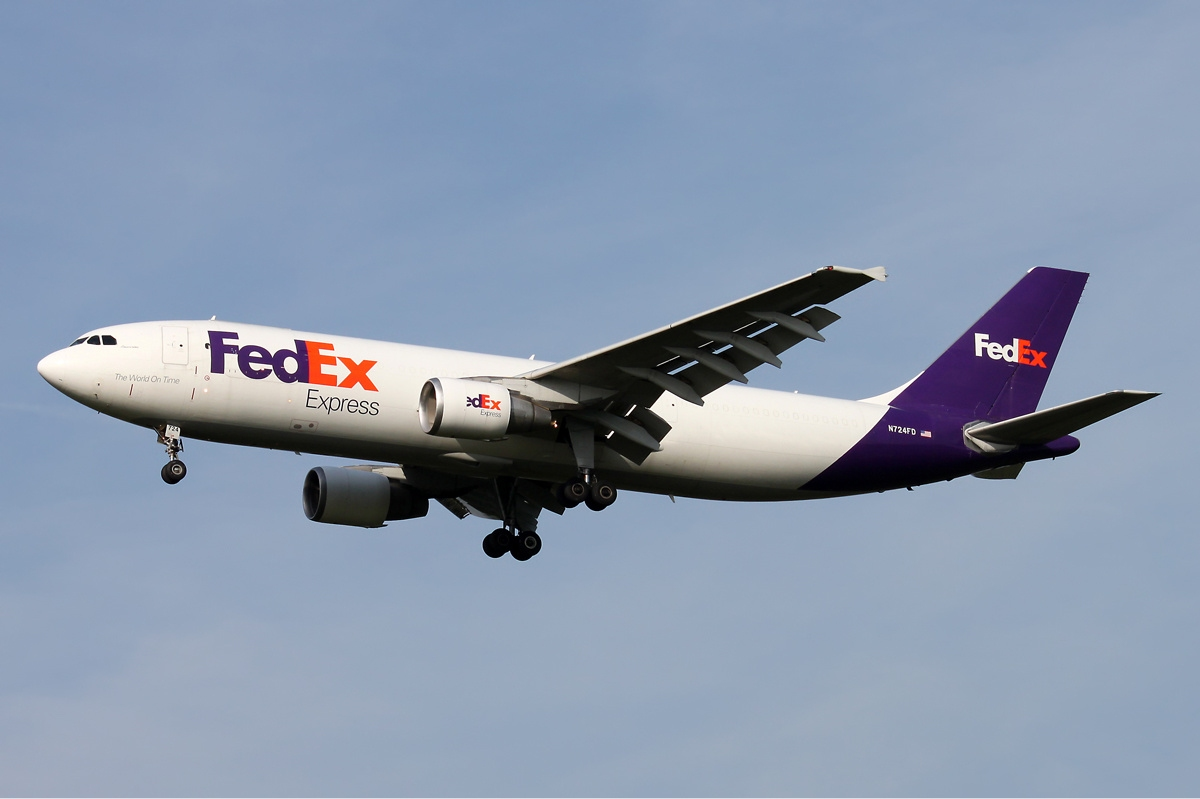
페덱스 익스프레스의 에어버스 A300-600F
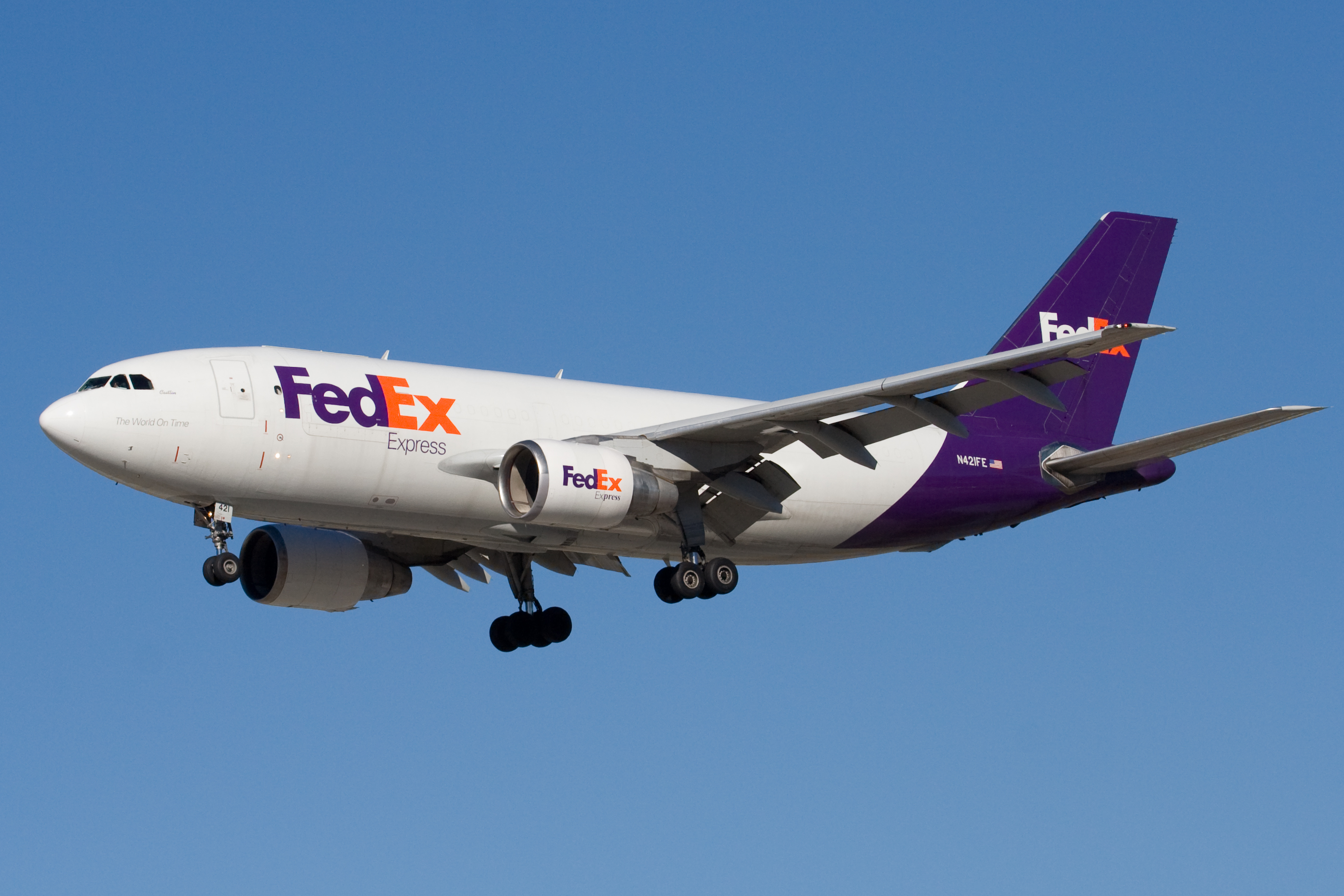
페덱스 익스프레스의 에어버스 A310-200F
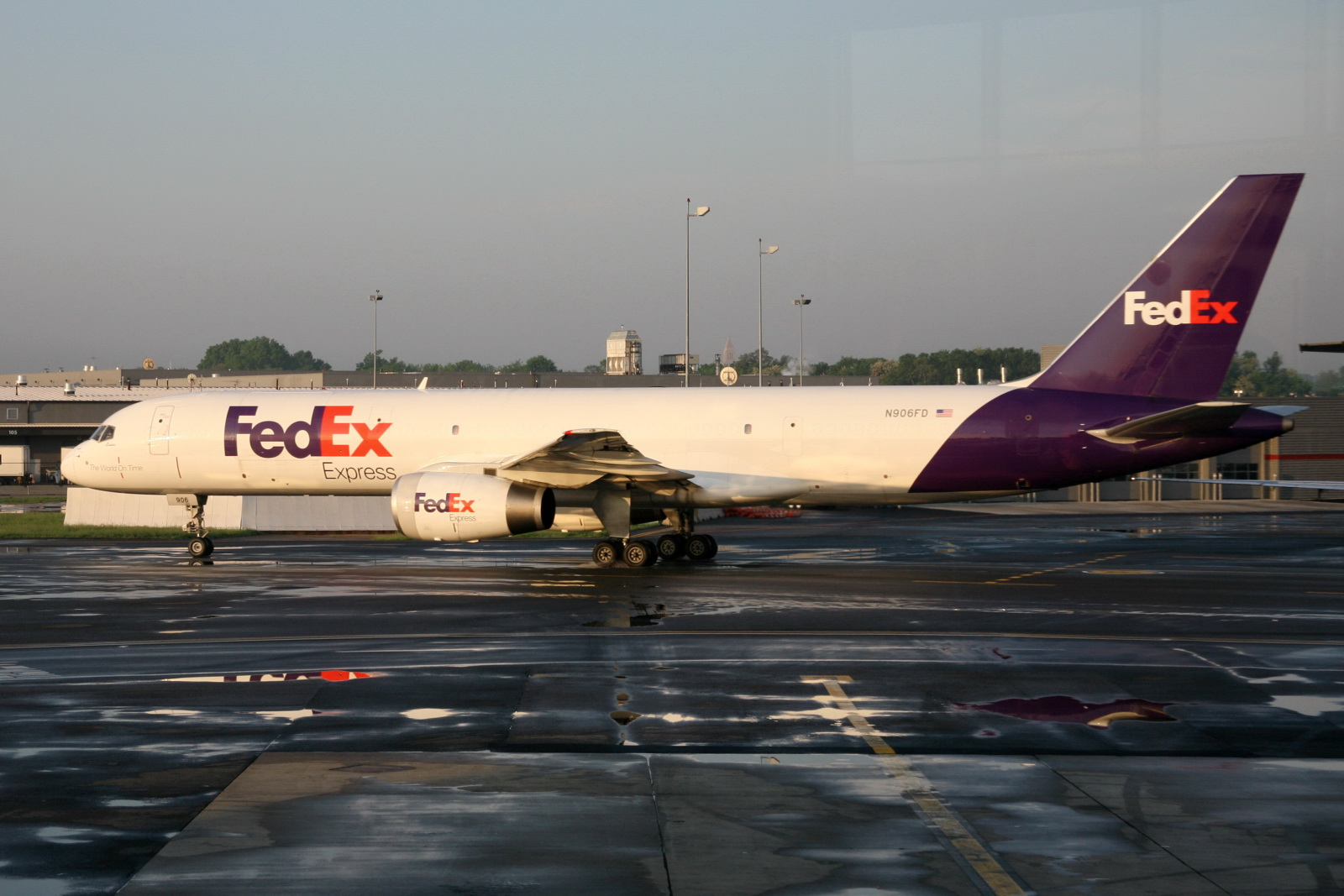
페덱스 익스프레스의 보잉 757-200PF
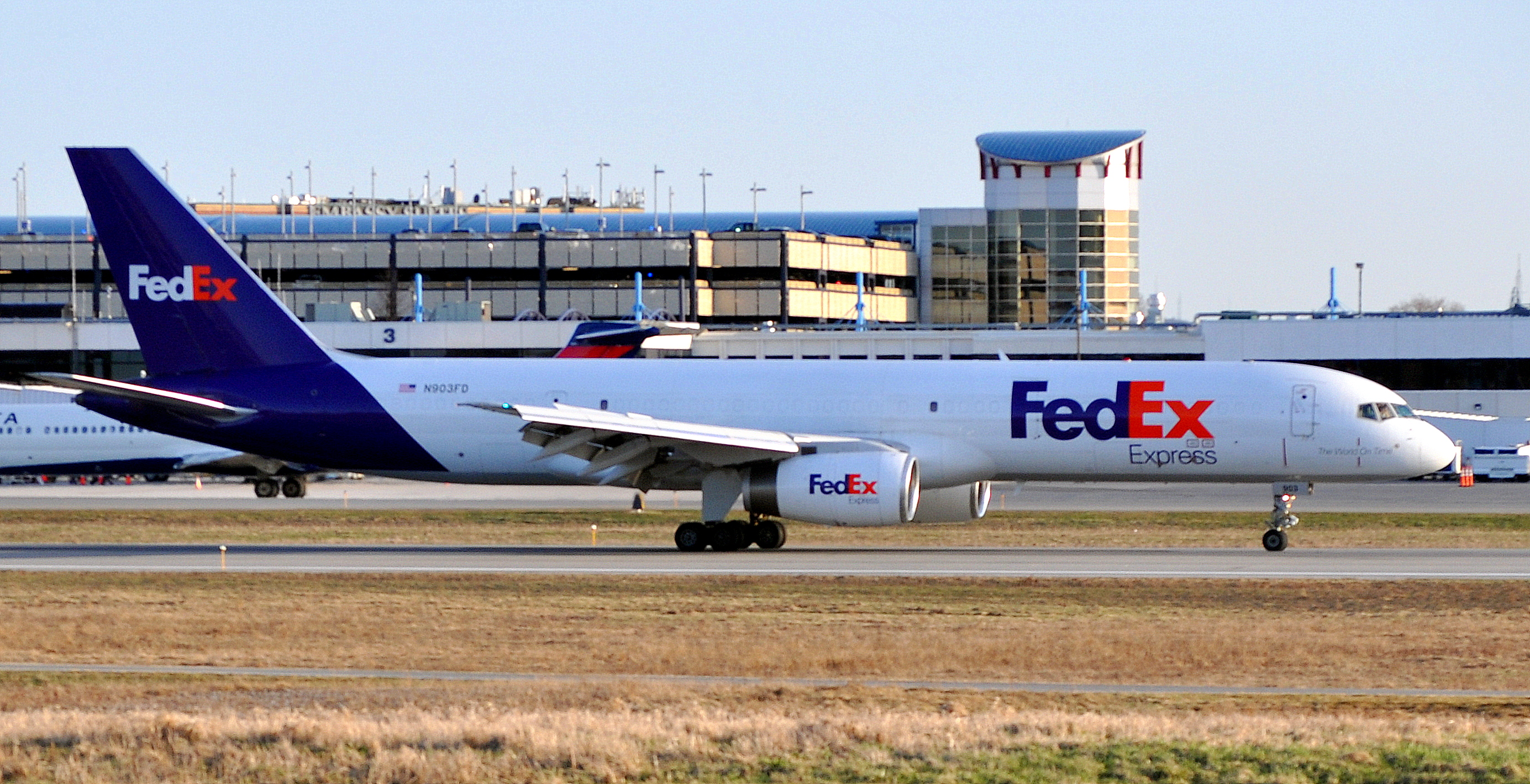
페덱스 익스프레스의 보잉 757-200PF
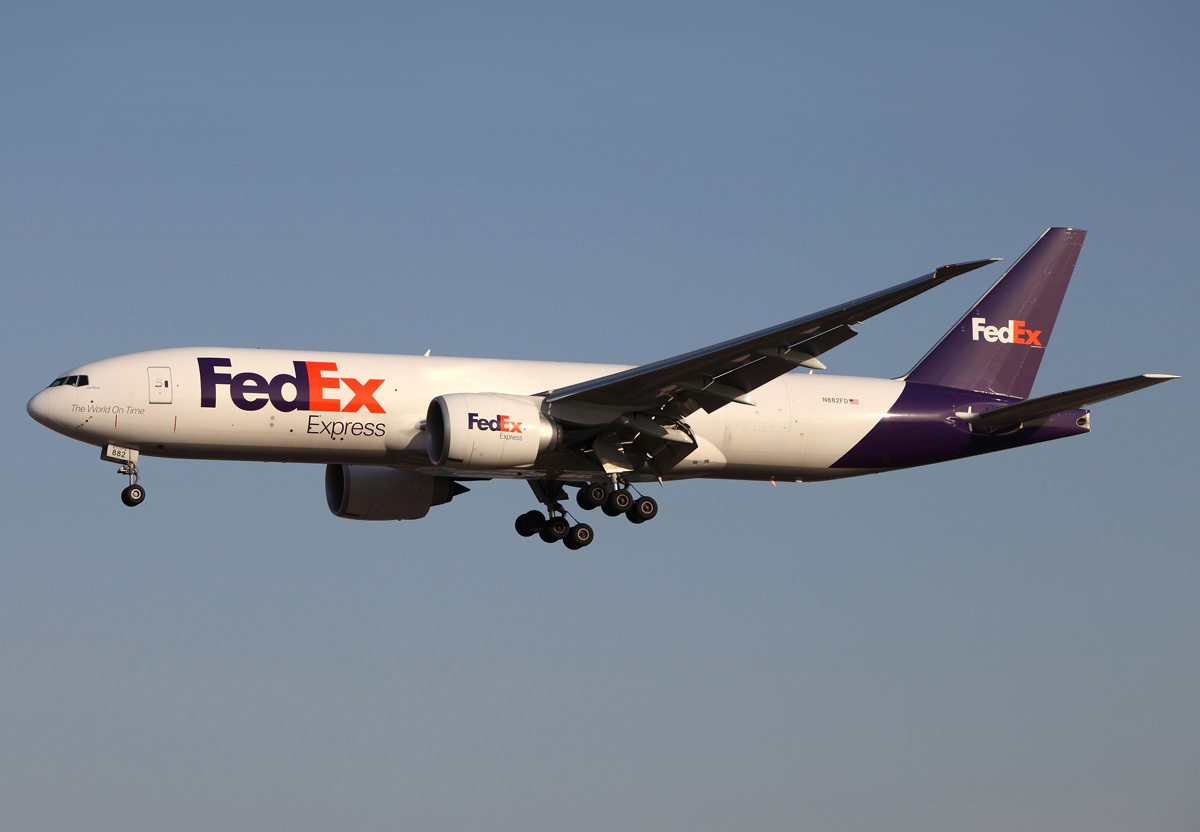
페덱스 익스프레스의 보잉 777F
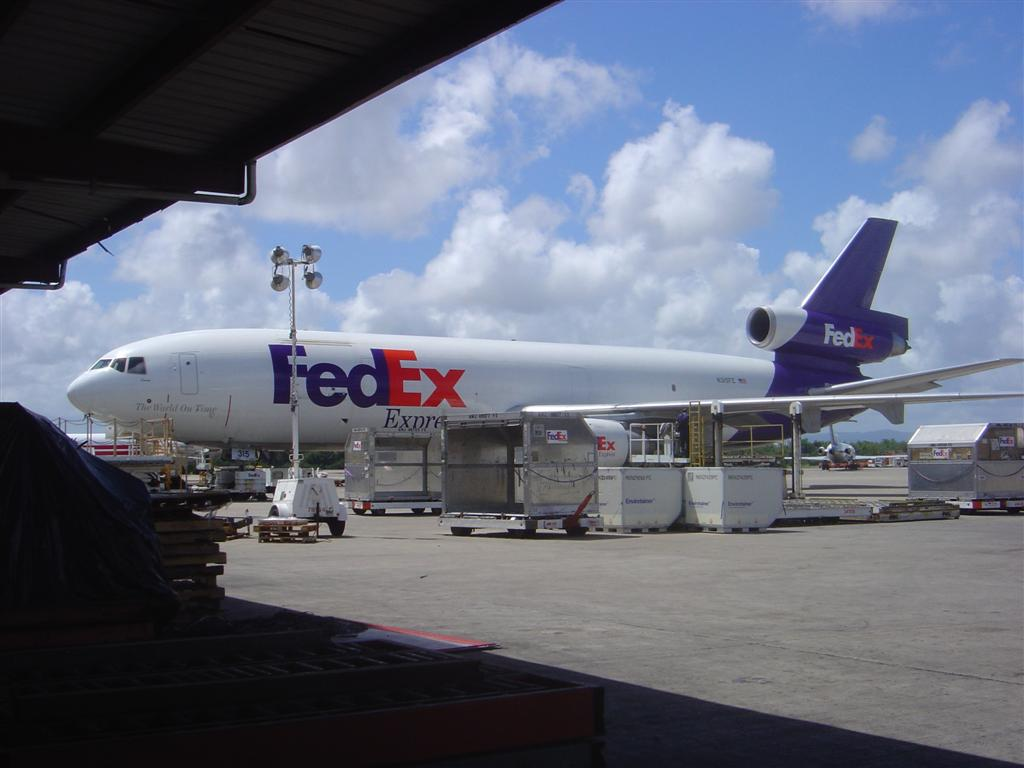
페덱스 익스프레스의 맥도넬더글러스 DC-10-30F
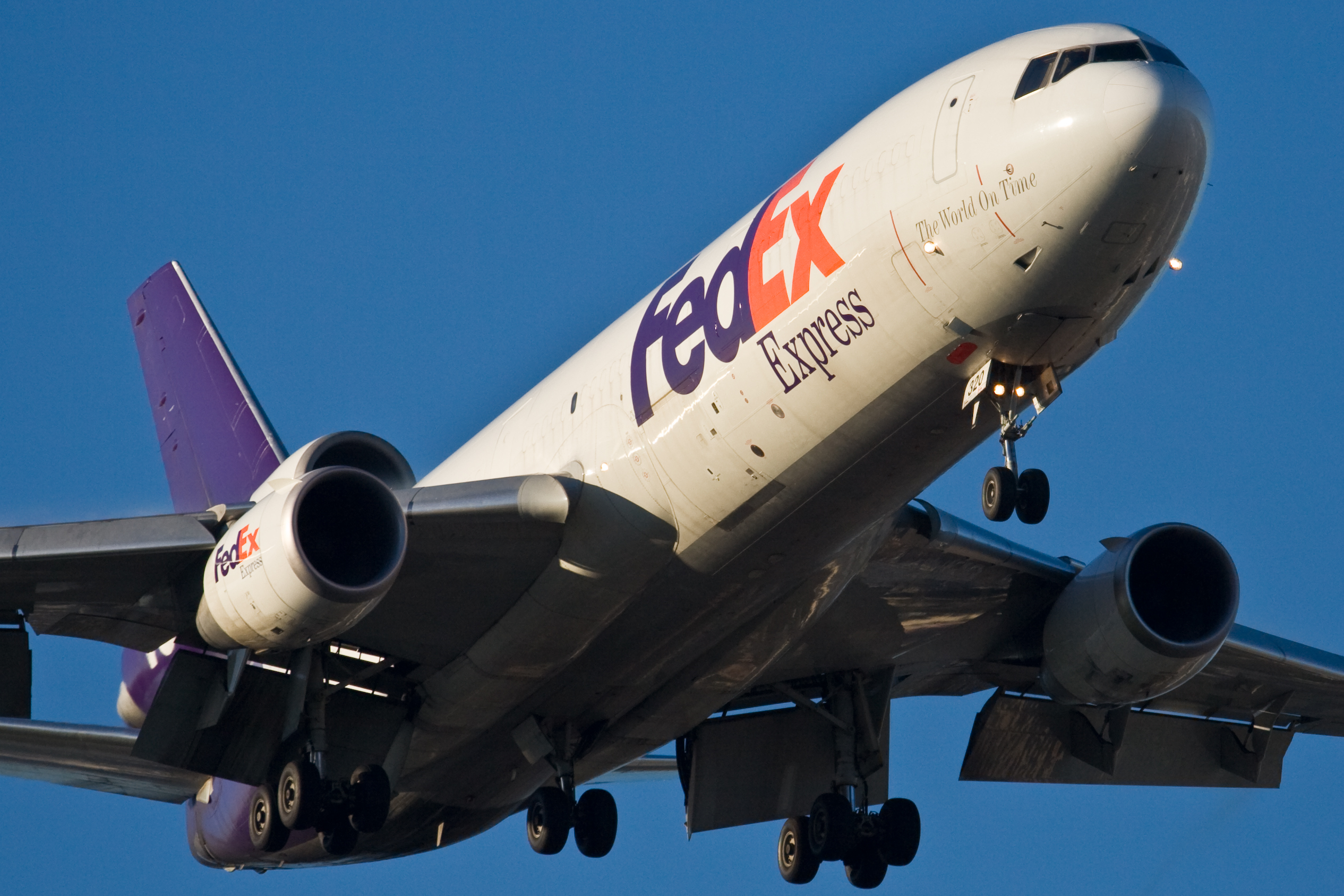
페덱스 익스프레스의 맥도넬더글러스 DC-10-30F
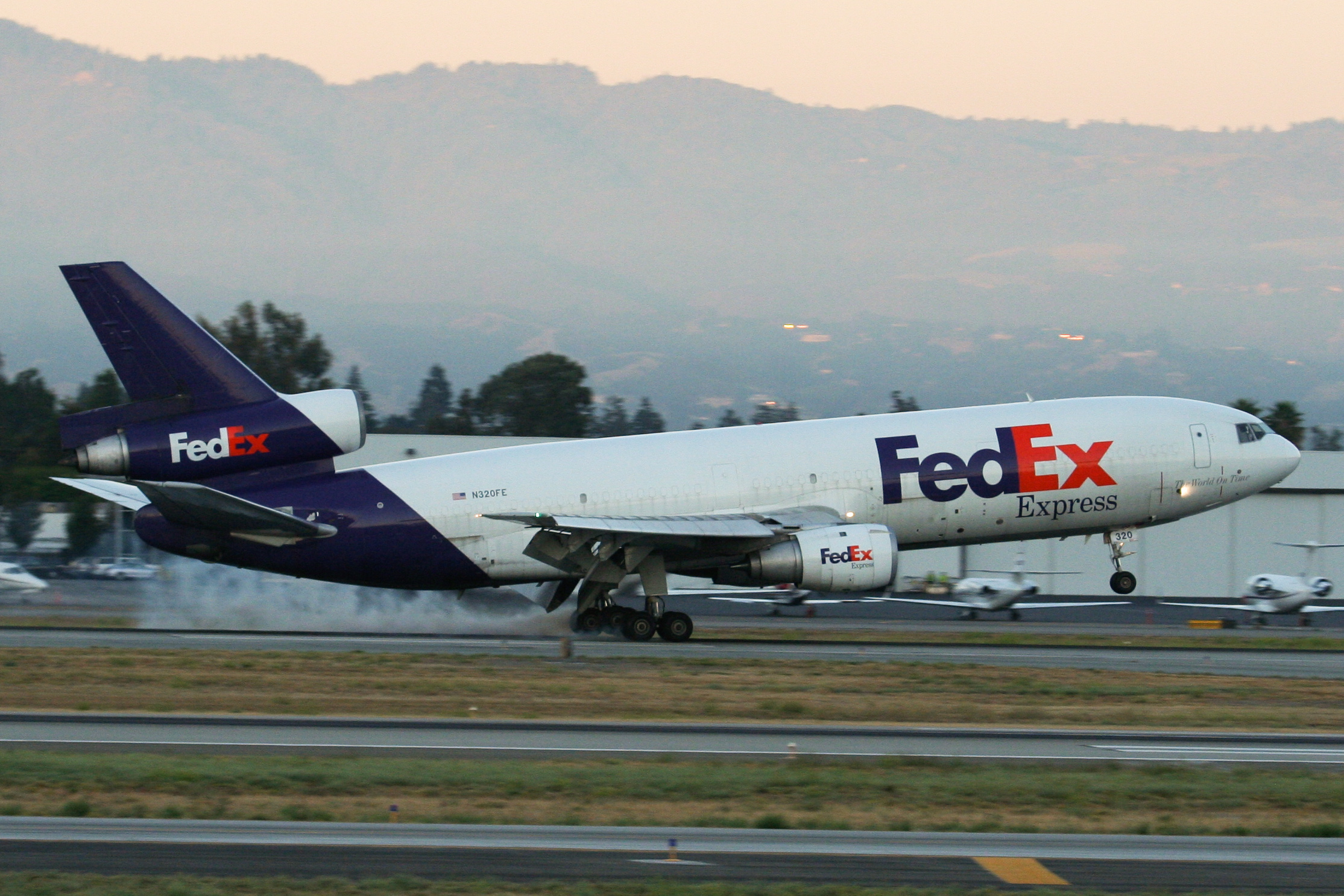
페덱스 익스프레스의 맥도넬더글러스 DC-10-30F
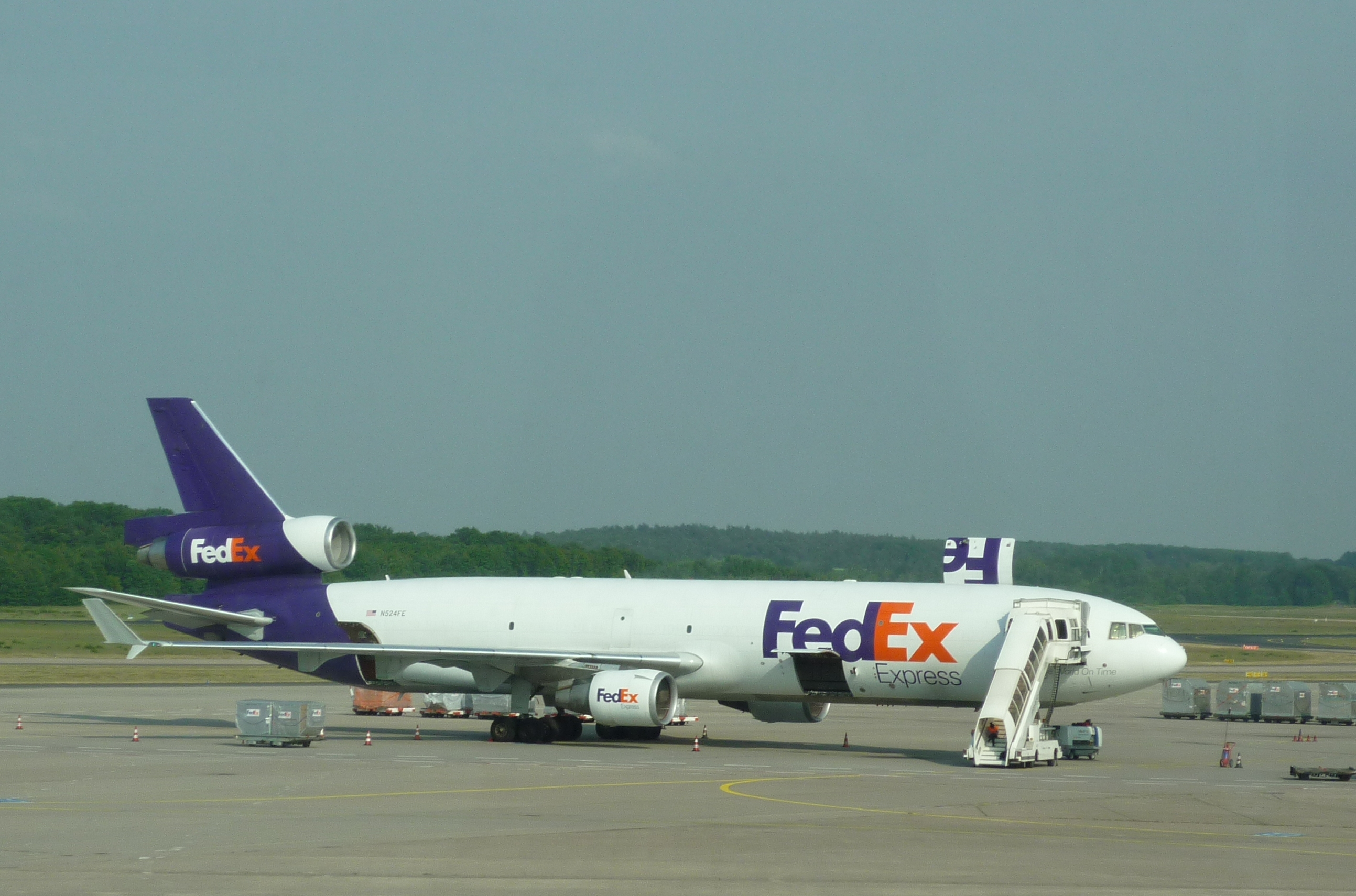
페덱스 익스프레스의 맥도넬더글러스 MD-11F
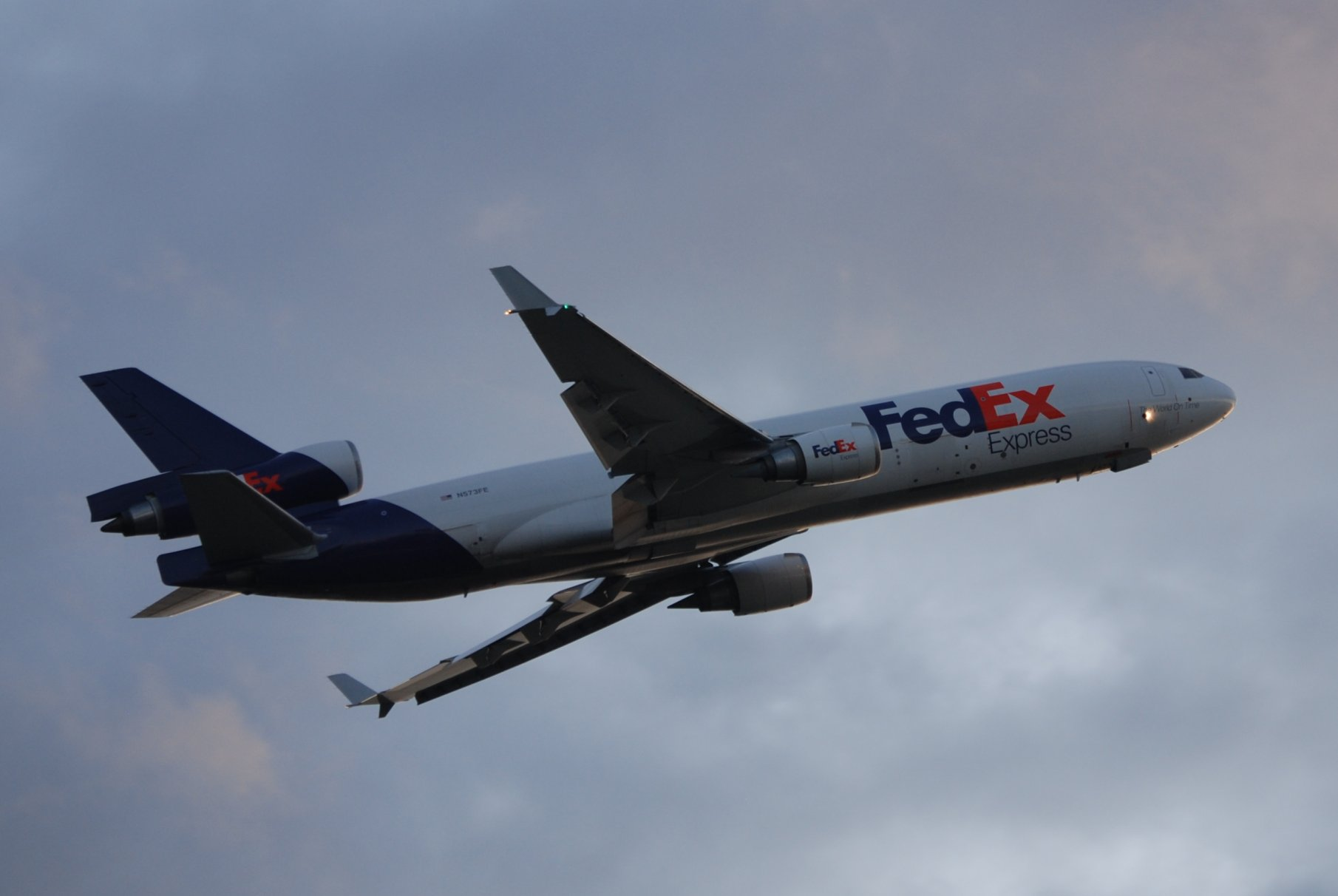
페덱스 익스프레스의 맥도넬더글러스 MD-11F
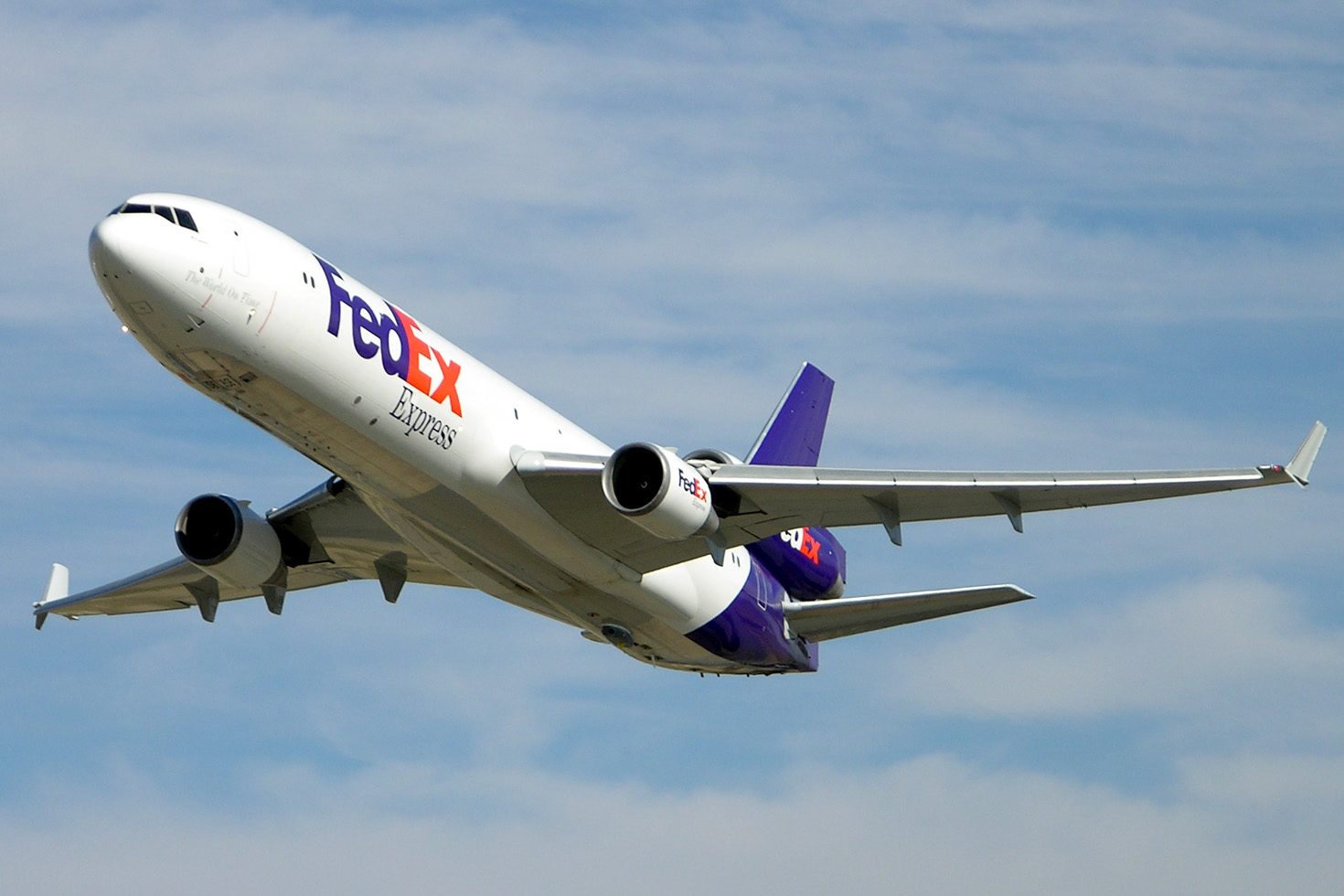
페덱스 익스프레스의 맥도넬더글러스 MD-11F
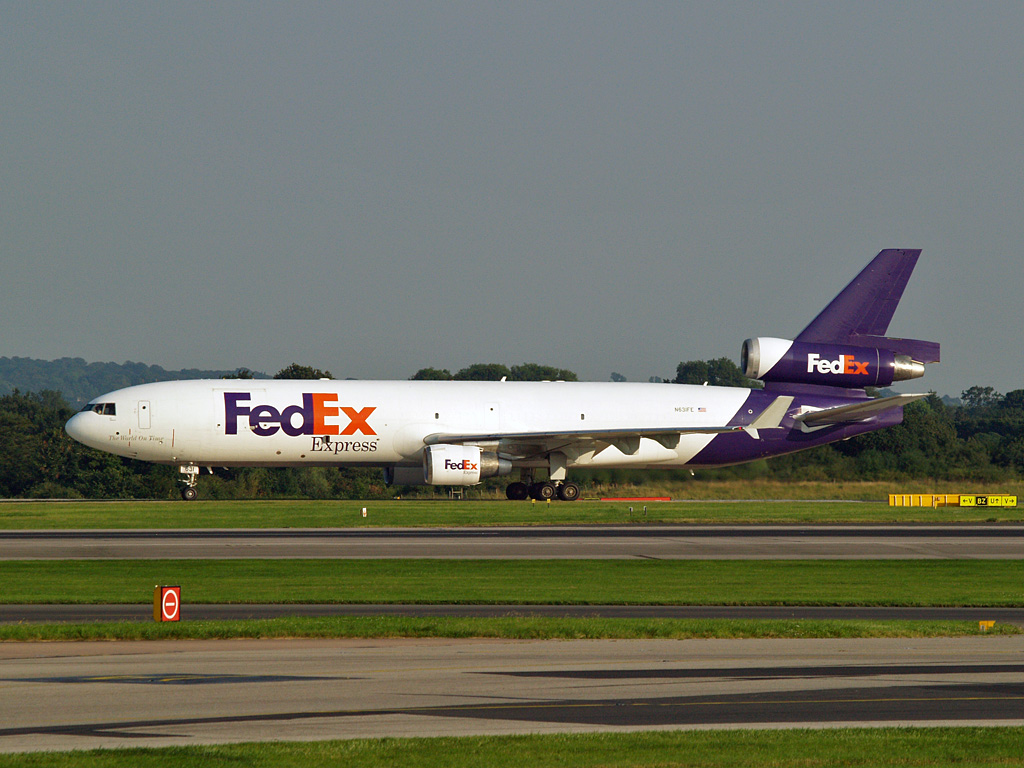
페덱스 익스프레스의 맥도넬더글러스 MD-11F
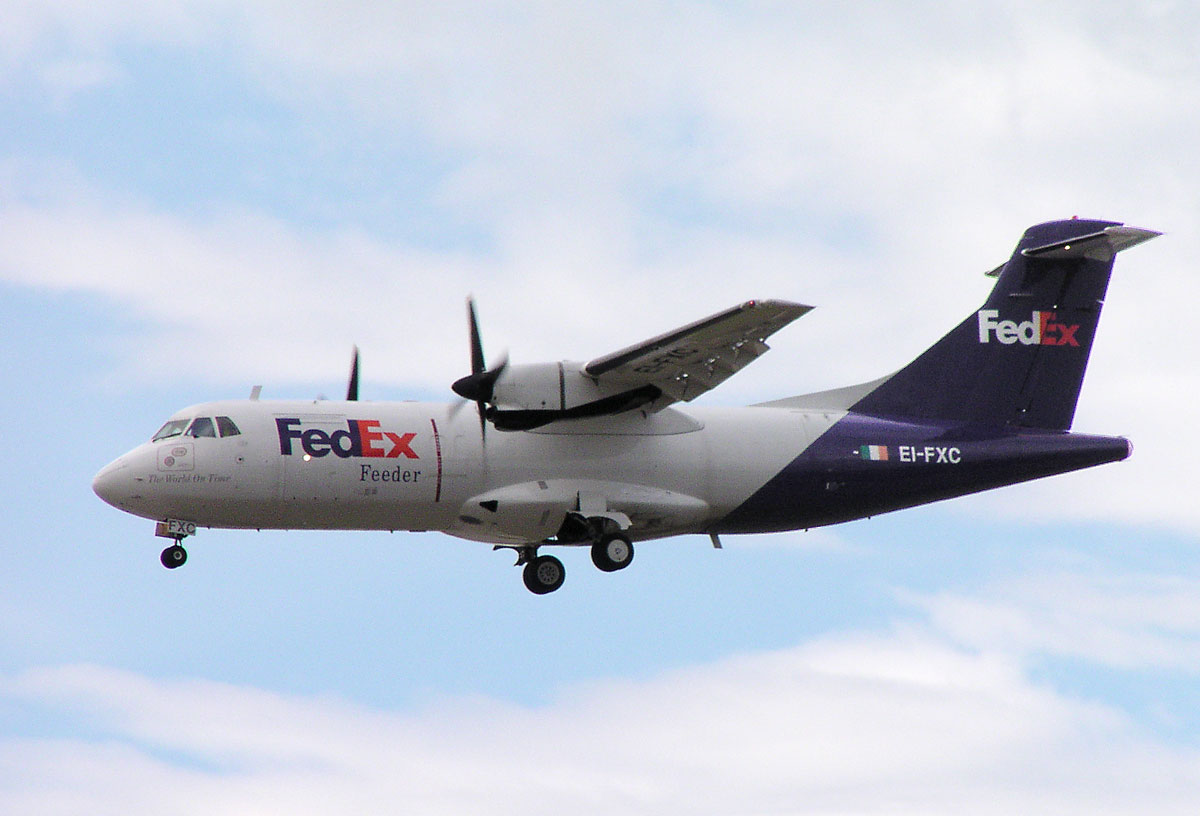
페덱스 피더의 ATR 42-300
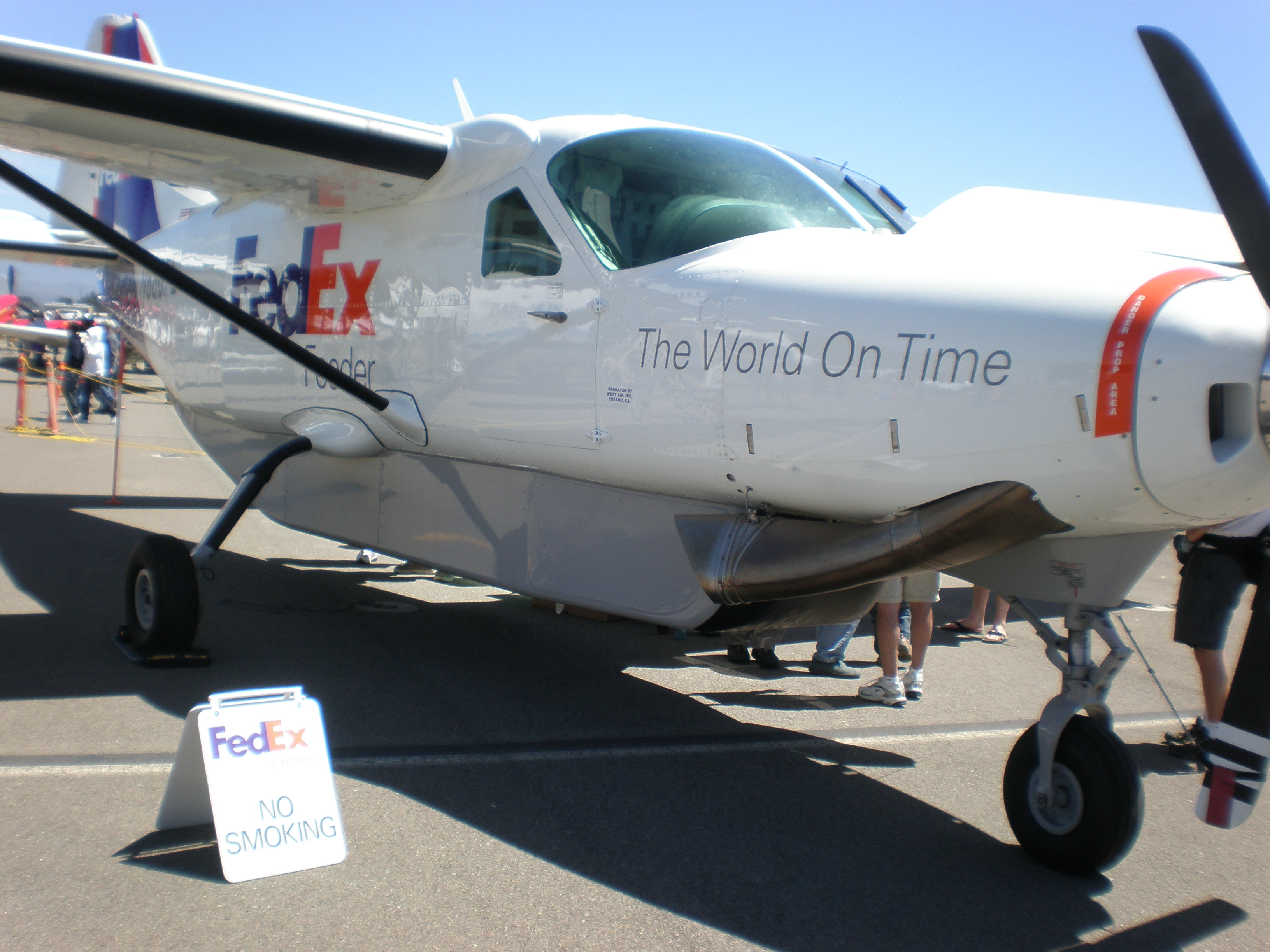
페덱스 피더의 세스나 208 캐러밴

## 같이 보기
- DHL 항공
- DHL
- 페덱스
- 유나이티드 파셀 서비스